# Conscrição

Sem forças armadas
Sem conscrição
Conscrição, mas menos de 20% do grupo etário é obrigado a se alistar
Conscrição
Sem dados

Conscrição (do latim conscriptione) é um termo geral para qualquer trabalho involuntário requerido por uma autoridade estabelecida. É mais frequentemente, contudo, associado ao serviço militar obrigatório.
A conscrição remonta à Antiguidade e continua em alguns países até a atualidade sob vários nomes. O sistema moderno de recrutamento nacional quase universal para homens jovens data da Revolução Francesa na década de 1790, onde se tornou a base de um exército muito grande e poderoso. A maioria das nações europeias depois copiou o sistema em tempo de paz, de modo que os homens de uma certa idade serviam de 1 a 8 anos no serviço ativo e depois eram transferidos para a reserva territorial.
A conscrição é controversa por uma série de razões, incluindo a objeção de consciência aos compromissos militares por motivos religiosos ou filosóficos; objeção política, por exemplo, para servir a um governo desgostoso ou a uma guerra impopular; e objeção ideológica, por exemplo, a uma violação percebida de direitos individuais e direitos básicos de escolha sendo portanto malvista por muitas sociedades principalmente democráticas. Aqueles recrutados podem evadir o serviço, às vezes deixando o país, e pedindo asilo em outro país. Alguns sistemas de seleção acomodam essas atitudes, oferecendo serviços alternativos fora dos papéis das operações de combate ou mesmo fora dos militares, como Siviilipalvelus (serviço civil alternativo) na Finlândia, Zivildienst (serviço comunitário obrigatório) na Áustria e na Suíça. A maioria dos países pós-soviéticos consagra soldados não só para as forças armadas, mas também para as organizações paramilitares que se dedicam ao serviço doméstico único (tropas internas) ou a funções de resgate não-combatente (tropas de defesa civil) — nenhum deles é considerado como alternativa ao recrutamento militar.
A partir do início do século XXI, muitos estados já não recrutaram soldados, dependendo, em vez disso, de militares profissionais com voluntários alistados para atender a demanda de tropas. A capacidade de confiar em tal arranjo, no entanto, pressupõe algum grau de previsibilidade em relação aos requisitos de combate à guerra e ao alcance das hostilidades. Muitos estados que aboliram a conscrição, portanto, continuam a reservar o poder de retomá-lo durante a guerra ou tempos de crise. Os estados envolvidos em guerras são mais propensos a implementar o recrutamento, enquanto que as democracias são menos propensas que as autocracias a implementar o recrutamento. Com poucas exceções, como Singapura e Egito, as ex-colônias britânicas são menos propensas a ter recrutamento, uma vez que são influenciadas pelas normas inglesas anti-recrutamento que podem ser rastreadas até a Guerra Civil inglesa.
O serviço militar obrigatório, nos países em que vigora, normalmente é imposto aos cidadãos do sexo masculino, havendo, no entanto, alguns países em que a conscrição abrange os dois sexos. Há uma idade mínima e uma idade máxima em que ocorre a conscrição, as quais variam de país para país.

## História

### Era pré-moderna

#### Ilkum
Por volta do reinado de Hamurabi, o Império Babilônico utilizou um sistema de serviço militar obrigatório chamado Ilkum. Sob esse sistema, os elegíveis eram obrigados a servir no exército real em tempo de guerra. Durante tempos de paz, eles eram obrigados a fornecer trabalho para outras atividades do estado. Em troca desse serviço, as pessoas sujeitas a ele ganharam o direito de manter a terra. É possível que esse direito não seja para manter a terra em si, mas a terra específica fornecida pelo estado.
Várias formas de evitar o serviço militar foram registradas. Embora fosse proibido pelo Código de Hamurabi, a contratação de substitutos parece ter sido praticada antes e depois da criação do código. Registros posteriores mostram que os compromissos do Ilkum poderiam ser negociados regularmente. Em outros lugares, as pessoas simplesmente deixaram suas cidades para evitar seu serviço Ilkum. Outra opção era vender as terras do Ilkum e os compromissos junto com eles. Com exceção de algumas classes isentas, isso foi proibido pelo Código de Hamurabi.

#### Arrecadações medievais
Na Escandinávia medieval, o leidang (norueguês), leding, (dinamarquês), ledung (sueco), era uma coleta de fazendeiros livres alistados em frotas costeiras para excursões sazonais e em defesa do reino.[carece de fontes?]

A maior parte do exército inglês anglo-saxão, chamado de fyrd, era composta de soldados ingleses de meio expediente retirados dos homens livres de cada condado. Nas Leis de Ine de 690, três níveis de multas são impostos a diferentes classes sociais por negligenciarem o serviço militar. Alguns escritores modernos afirmam que o serviço militar estava restrito à pequena nobreza latifundiária. Estes nobres eram a aristocracia da posse da terra da época e eram obrigados a servir com suas próprias armaduras e armas por um certo número de dias a cada ano. O historiador David Sturdy tem advertido sobre o fyrd como um precursor de um exército nacional moderno composto de todos os níveis da sociedade, descrevendo-o como uma "fantasia ridícula":
A persistente crença de que camponeses e pequenos agricultores se reuniram para formar um exército nacional ou um fyrd é uma estranha ilusão criada por antiquários no final do século XVIII ou no início do século XIX para justificar o recrutamento militar universal.

#### Escravidão militar
O sistema de escravidão militar era amplamente usado no Oriente Médio, começando com a criação de corpo de soldados escravos (ghulams ou mamluks) turcos pelo califa abássida al-Mu'tasim nas décadas de 820 e 830. As tropas turcas logo passaram a dominar o governo, estabelecendo um padrão em todo o mundo islâmico de uma classe militar dominante, muitas vezes separado por etnia, cultura e até religião pela massa da população, um paradigma que encontrou seu apogeu nos mamelucos do Egito e o corpo de janízaros do Império Otomano, instituições que sobreviveram até o início do século XIX.[carece de fontes?]
Em meados do século XIV, o sultão otomano Murad I desenvolveu tropas pessoais para ser leal a ele, com um exército de escravos chamado Kapıkulu. A nova força foi construída levando crianças cristãs de terras recém-conquistadas, especialmente das áreas distantes de seu império, em um sistema conhecido como devşirme (traduzido como "reunião" ou "conversão"). As crianças cativas eram forçadas a se converter ao islamismo. Os sultões tiveram os garotos treinados durante vários anos. Aqueles que mostraram uma promessa especial em habilidades de luta foram treinados em habilidades avançadas de guerreiro, colocados no serviço pessoal do sultão e promovidos a janízaros, o ramo de elite dos Kapıkulu. Um número de comandantes militares distintos dos otomanos, e a maioria dos administradores imperiais e funcionários do alto escalão do Império, como Pargalı İbrahim Pasha e Sokollu Mehmet Paşa, foram recrutados dessa maneira. Em 1609, as forças Kapıkulu do sultão aumentaram para cerca de 100 mil.
Nos últimos anos, os sultões se voltaram para os Piratas da Barbária para suprir os corpos de janízaros. Seus ataques a navios na costa da África ou no Mediterrâneo e a subsequente captura de homens capazes para resgate ou venda proporcionaram alguns cativos para o sistema do sultão. A partir do século XVII, as famílias cristãs que viviam sob o domínio otomano começaram a submeter seus filhos ao sistema Kapikulu de bom grado, pois viam isso como uma oportunidade de carreira potencialmente inestimável para seus filhos. Por fim, o sultão voltou-se para voluntários estrangeiros dos clãs guerreiros dos circassianos no sul da Rússia para recrutar mais exércitos de janízaros. Como um todo, o sistema começou a desmoronar, a lealdade dos janízaros tornou-se cada vez mais suspeita. Mahmud II forçou a dissolução do corpo de janízaros em 1826.
Semelhante aos janízaros de origem e meios de desenvolvimento foram os Mamelucos do Egito na Idade Média. Os mamelucos eram geralmente crianças não-muçulmanas iranianas e turcas cativas que haviam sido sequestradas ou compradas como escravas no litoral do Norte da África. Os egípcios assimilaram e treinaram os meninos e jovens para se tornarem soldados islâmicos que serviram os califas muçulmanos e os sultões aiúbidas durante a Idade Média. Os primeiros mamelucos serviram aos califas abássidas na Bagdá do século IX. Com o tempo eles se tornaram uma poderosa casta militar. Em mais de uma ocasião, eles tomaram o poder em um golpe de Estado, governando o Egito de 1250 a 1517.[carece de fontes?]
A partir de 1250, o Egito havia sido governado pela Dinastia Bahri. Escravos do Cáucaso serviram no exército e formaram uma elite de tropas. Eles eventualmente se revoltaram no Egito para formar a Dinastia Burgi. As excelentes habilidades de luta dos mamelucos, a massa de exércitos islâmicos e um número esmagador conseguiram superar as fortalezas cristãs das cruzadas na Terra Santa. Os mamelucos foram a defesa mais bem-sucedida contra o Ilcanato Mongol da Pérsia e do Iraque de entrar no Egito.
Na costa ocidental da África, os berberes muçulmanos capturaram não-muçulmanos para trabalhar como trabalhadores. Eles geralmente converteram os jovens ao Islã e muitos se tornaram bastante assimilados. No Marrocos, os berberes olhavam para o sul e não para o norte. O sultão marroquino Mulei Ismail, apelidado de "O Sedento de Sangue" (1672–1727), empregou um corpo de 150 mil escravos negros, chamado de Guarda Negra. Ele os usou para coagir o país a se submeter.

### Na era moderna
O recrutamento moderno, o alistamento militar massivo de cidadãos nacionais, foi criado durante a Revolução Francesa, para permitir que a Primeira República Francesa se defendesse dos ataques das monarquias europeias nas guerras revolucionárias francesas. O deputado Jean-Baptiste Jourdan deu seu nome à lei de 5 de setembro de 1798, cujo primeiro artigo dizia: "Qualquer francês é um soldado e se deve à defesa da nação". Ele também permitiu a criação da Grande Armée, o que Napoleão Bonaparte chamou de "a nação em armas", que dominou os exércitos profissionais europeus que muitas vezes chegavam apenas às dezenas de milhares. Mais de 2,6 milhões de homens foram introduzidos nas forças armadas francesas entre os anos de 1800 e 1813.
A derrota do exército prussiano em particular chocou o establishment prussiano, que acreditava ser invencível após as vitórias de Frederico, o Grande. Os prussianos estavam acostumados a confiar na organização superior e em fatores táticos, como ordem de batalha, para concentrar as tropas superiores em forças inferiores. Dadas forças aproximadamente equivalentes, como era geralmente o caso com exércitos profissionais, esses fatores mostraram considerável importância. No entanto, eles se tornaram consideravelmente menos importantes quando os exércitos prussianos enfrentavam forças que superavam os seus próprios em alguns casos em mais de dez para um. Scharnhorst defendia a adoção do levée en masse, o recrutamento militar usado pela França. O Krümpersystem foi o início do serviço obrigatório de curto prazo na Prússia, em oposição ao recrutamento de longo prazo usado anteriormente.
No Império Russo, o tempo de serviço militar "devido" pelos servos era de 25 anos no início do século XIX. Em 1834 diminuiu para 20 anos. Os recrutas deveriam ter menos de 17 anos e não mais de 35 anos. Em 1874, a Rússia introduziu o recrutamento universal no padrão moderno, uma inovação só tornada possível pela abolição da servidão em 1861. A nova lei militar decretou que todos os sujeitos russos, quando eles atingiram a idade de 20 anos, foram elegíveis para servir nas forças armadas por seis anos.
Nas décadas anteriores à Primeira Guerra Mundial, o recrutamento universal, em linhas amplamente prussianas, tornou-se a norma para os exércitos europeus, e os modelos neles se baseavam. Em 1914, os únicos exércitos substanciais ainda completamente dependentes do alistamento voluntário eram os do Reino Unido e dos Estados Unidos. Algumas potências coloniais, como a França, reservavam seus exércitos conscritos para o serviço doméstico, mantendo unidades profissionais para tarefas no exterior.[carece de fontes?]
A faixa de idades elegíveis para recrutamento foi ampliada para atender à demanda nacional durante as duas Guerras Mundiais. Nos Estados Unidos, o Sistema de Serviços Seletivos recrutou homens para a Primeira Guerra Mundial inicialmente em uma faixa etária de 21 a 30 anos, mas expandiu sua elegibilidade em 1918 para uma faixa etária de 18 a 45 anos. No caso de uma mobilização generalizada de forças incluindo a defesa dentro de casa, as idades dos recrutas podem variar muito mais, com os recrutas mais velhos servindo em funções que exigem menos mobilidade. O serviço militar em idade expandida era comum durante a Segunda Guerra Mundial: no Reino Unido, era comumente conhecido como call-up e se estendia aos 51 anos. A Alemanha Nazista o denominou Volkssturm ("Tempestade do Povo") e incluía crianças de 16 e homens idosos de 60 anos. Durante a Segunda Guerra Mundial, tanto o Reino Unido quanto a União Soviética recrutaram mulheres. Os Estados Unidos estavam prestes a recrutar mulheres para o Corpo de Enfermeiras, porque previam que precisariam de pessoal extra para a planejada invasão do Japão. No entanto, a ideia foi abandonada depois da rendição japonesa em 1945.

## Argumentos contra o serviço militar obrigatório

### Gênero
Feministas e outros opositores à discriminação de gênero criticam e consideram a conscrição militar, ou serviço militar obrigatório, como sexista.
Os grupos feministas argumentam que a conscrição é sexista porque as guerras servem aos interesses do que eles veem como o patriarcado, os militares são uma instituição sexista, os recrutas são, portanto, doutrinados no sexismo e o recrutamento de homens normaliza a violência masculina como socialmente aceitável. Muitas feministas foram organizadoras e participantes da resistência à conscrição em vários países.
Historicamente, apenas homens foram submetidos a recrutamento. Os homens que optam por não participar do serviço militar geralmente precisam realizar serviços alternativos, como o Zivildienst, o serviço alternativo civil, na Áustria e na Suíça, enquanto as mulheres não têm essas obrigações.[carece de fontes?]

### Servidão involuntária
Libertários nos Estados Unidos se opõem ao recrutamento e pedem a abolição do Sistema de Serviços Seletivos, acreditando que a impressão de indivíduos nas forças armadas é "servidão involuntária". Ron Paul, um ex-candidato presidencial do Partido Libertário dos Estados Unidos, disse que o recrutamento "está erroneamente associado ao patriotismo, quando na verdade representa a escravidão e a servidão involuntária". A filósofa Ayn Rand se opôs ao recrutamento, sugerindo que "de todas as violações estatistas de direitos individuais em uma economia mista, o serviço militar obrigatório é a pior. É uma revogação de direitos. Ele nega o direito fundamental do homem — o direito à vida — e estabelece o princípio fundamental do estatismo: que a vida de um homem pertence ao estado, e o estado pode reivindicá-lo obrigando-o a sacrificá-lo em batalha".

### Argumentos econômicos
Entre os argumentos contrários ao serviço militar obrigatório, alega-se que em uma relação de custo-benefício, o recrutamento durante o tempo de paz não vale a pena. Meses ou anos de serviço prestados pelos mais aptos e capazes são subtraídos da produtividade da economia; adicionados a isso o custo de treiná-los e, em alguns países, pagando a eles. Comparados a esses custos extensos, alguns argumentam que há muito pouco benefício; se alguma vez houve uma guerra, o recrutamento e o treinamento básico poderiam ser concluídos rapidamente e, em qualquer caso, há pouca ameaça de guerra na maioria dos países com a exigência do serviço militar obrigatório.
O custo da conscrição pode estar relacionado à falácia da janela quebrada nos argumentos anti-conscrição. O custo do trabalho, no serviço militar, não desaparece, mesmo que nenhum salário seja pago. O esforço de trabalho dos recrutas é efetivamente desperdiçado, pois uma força de trabalho pouco disposta é extremamente ineficiente. O impacto é especialmente grave em tempos de guerra, quando profissionais civis são forçados a lutar como soldados amadores. Não apenas o esforço de trabalho dos recrutas é desperdiçado e a produtividade é perdida, mas os recrutas com qualificação profissional também são difíceis de substituir na força de trabalho civil. Todos os soldados recrutados para o exército são retirados do seu trabalho civil e estão longe de contribuir para a economia que financia os militares. Isso pode ser um problema menor em um estado agrário ou pré-industrializado onde o nível de educação é geralmente baixo, e onde um trabalhador é facilmente substituído por outro. No entanto, isso é potencialmente mais dispendioso em uma sociedade pós-industrial, onde os níveis educacionais são altos e onde a força de trabalho é sofisticada e um substituto para um especialista recrutado é difícil de encontrar. Mesmo consequências econômicas diretas resultam se o profissional recrutado como soldado amador é morto ou mutilado por toda a vida; seu esforço de trabalho e produtividade são perdidos.

## Argumentos favoráveis ao serviço militar obrigatório

### Motivação política e moral
Jean-Jacques Rousseau argumentou veementemente contra exércitos profissionais, acreditando que era direito e privilégio de todo cidadão participar da defesa de toda a sociedade, e uma marca de declínio moral deixar esse negócio para profissionais. Ele baseou essa crença no desenvolvimento da República Romana, que chegou ao fim ao mesmo tempo em que o exército romano passou de conscrito obrigatoriamente para uma força profissional. Da mesma forma, Aristóteles vinculou intimamente a divisão do serviço armado entre a população à ordem política do Estado. Nicolau Maquiavel defendia fortemente o serviço militar obrigatório, vendo os exércitos profissionais como a causa do fracasso da unidade social na Itália.
Outros proponentes, como William James, consideram o serviço militar e nacional obrigatório como formas de incutir maturidade em jovens adultos. Alguns proponentes, como Jonathan Alter e Mickey Kaus, apoiam o recrutamento militar obrigatório para reforçar a igualdade social, criar consciência social, quebrar as divisões de classe e fazer com que jovens adultos mergulhem em uma iniciativa pública. Charles Rangel pediu a reintegração do serviço militar obrigatório durante a Guerra do Iraque, não porque ele esperasse seriamente que fosse adotado, mas para enfatizar como a reestruturação socioeconômica significava que muito poucos filhos de americanos de classe alta serviam nas forças armadas estadunidenses voluntárias.[carece de fontes?]

### Eficiência econômica e de recursos
Estima-se pelos militares britânicos que, em um serviço militar profissional, uma empresa destacada para serviço ativo em manutenção da paz corresponde a três empresas inativas em casa. Os salários de cada um são pagos pelo orçamento militar. Em contraste, os voluntários de uma reserva treinada estão em seus empregos civis quando não estão implantados.
Foi mais benéfico financeiramente para os jovens portugueses com menos escolaridade, nascidos em 1967, participar no serviço militar obrigatório, em vez de participarem no mercado de trabalho altamente competitivo com homens da mesma idade que prosseguiram até ao ensino superior.

## Conscrição feminina
Tradicionalmente, a conscrição é limitada à população masculina. Mulheres e homens com deficiência foram isentos de recrutamento. Muitas sociedades consideraram e continuam a considerar o serviço militar como um teste de masculinidade e um rito de passagem da adolescência para a vida adulta. Apenas alguns países continuam a recrutar ativamente mulheres para o serviço militar: Bolívia, Chade, Coreia do Norte, Eritreia, Israel, Moçambique, Noruega e Suécia.
A Noruega introduziu o recrutamento feminino em 2015, tornando-se o primeiro membro da OTAN a ter um serviço nacional legalmente obrigatório para homens e mulheres. Na prática, apenas voluntários motivados são selecionados para se juntar às Forças Armadas da Noruega. A Suécia introduziu o recrutamento feminino em 2010, mas não foi implementado até 2017. Isso fez da Suécia a segunda nação na Europa a recrutar mulheres, e a segunda no mundo a recrutar mulheres exatamente nos mesmos termos formais que os homens. Israel tem conscrição feminina universal, embora na prática as mulheres possam evitar o serviço alegando uma isenção religiosa e mais de um terço das mulheres israelenses o fazem.
A lei sudanesa permite o recrutamento de mulheres, mas isso não é implementado na prática. No Reino Unido, durante a Segunda Guerra Mundial, a partir de 1941, as mulheres foram trazidas para o serviço militar obrigatório, mas, como todas as mulheres com filhos dependentes eram isentas e muitas mulheres foram deixadas informalmente em ocupações como enfermagem, o número de mulheres no exército era relativamente ínfimo.
Em 1 de outubro de 1999, em Taiwan, o Yuan Judiciário da República da China (Taiwan), em sua Interpretação 490, considerou que as diferenças físicas entre homens e mulheres e a diferenciação derivada de papéis em suas respectivas funções e vidas sociais não tornariam o recrutamento apenas para homens uma violação da Constituição da República da China. Embora as mulheres não sejam recrutadas em Taiwan, as pessoas transexuais são isentas.

## Objeção de consciência
Um objetor de consciência é um indivíduo cujas crenças pessoais são incompatíveis com o serviço militar ou, mais frequentemente, com qualquer papel nas forças armadas. Em alguns países, os objetores de consciência têm status legal especial, o que aumenta seus deveres de recrutamento. Por exemplo, a Suécia costumava permitir (e mais uma vez, com a reintrodução da conscrição obrigatória, permite) que os opositores de consciência escolhessem um serviço "livre de armas", como bombeiro de aeroporto, enfermeiro ou técnico de telecomunicações.[carece de fontes?]
As razões para se recusar a servir nas forças armadas são variadas. Algumas pessoas são objetores de consciência por motivos religiosos. Em particular, os membros de algumas igrejas são pacifistas por causa da doutrina religiosa, e as Testemunhas de Jeová, embora não sejam estritamente pacifistas, recusam-se a participar das forças armadas alegando que os cristãos devem ser neutros em conflitos internacionais.[carece de fontes?]

## A conscrição em vários países
O número de países que aplicam a conscrição tem diminuído consideravelmente desde 1970. Um estudo de 2016 dos pesquisadores Danko Tarabar e Joshua C. Hall concluiu "que a probabilidade de um tempo de serviço militar mais curto está positivamente associada a populações menores de países, tamanhos menores de exército defasados, aumentos na escolaridade primária entre jovens do sexo masculino e tendo origens jurídicas do common law."

### Na Lusofonia

#### Brasil

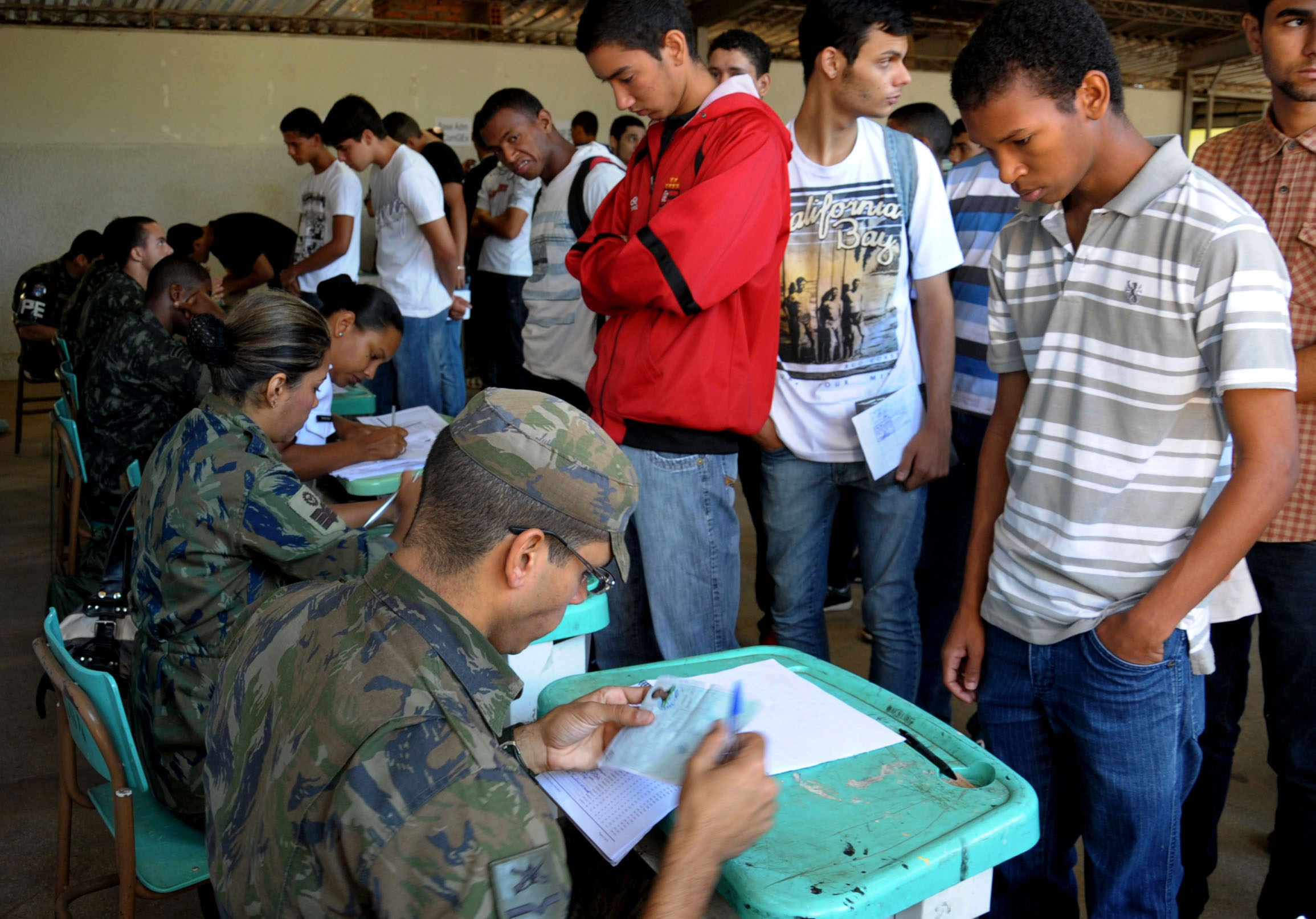
Jovens brasileiros se apresentam para a fase de seleção do serviço militar

Legalmente, no Brasil, o serviço militar é obrigatório a todos os indivíduos adultos pela Constituição do Brasil, em seu artigo 143. As obrigações militares são legalmente e em essência atreladas aos direitos políticos.
Entretanto, em tempos de paz, o serviço militar com duração de 10 a 12 meses é obrigatório apenas aos cidadãos do sexo masculino, apresentando-se a junta ao completarem 18 anos de idade. Também se enquadram na obrigatoriedade do ato os homens transgêneros, ou seja, pessoas designadas como mulheres no nascimento e que mudaram registro civil para o gênero masculino.
Já para as mulheres o alistamento é voluntário em tempos de paz, sendo legal e possível a conscrição obrigatória durante estados de sítio, defesa, ou de guerra declarada, dada a universalidade dos direitos políticos e igualdade entre os sexos previstas na constituição.
Por estar o recrutamento efetivo, porém, vinculado à demanda da nação no período (se está ou não em tempo de paz, por exemplo), a grande maioria dos alistados costuma ser dispensada do serviço militar por motivo de excesso de contingente, com uma média de 5% a 10% sendo incorporados às Forças Armadas do Brasil.
O serviço militar foi tornado obrigatório através da Lei do Sorteio em 1908, durante o governo de Afonso Pena, quando o marechal Hermes da Fonseca era ministro da Guerra. Porém, só foi efetivamente implementado em 1916, antes da entrada do Brasil na Primeira Guerra Mundial.
A obrigatoriedade do serviço militar, hoje, é disciplinada pelo artigo 143 da Constituição Brasileira e pela Lei nº 4 375, de 17 de agosto de 1964, que dispõe, em seu artigo 5º, o seguinte:
| “ | A obrigação para com o Serviço Militar, em tempo de paz, começa no 1º dia de janeiro do ano em que o cidadão completar dezoito anos de idade e subsistirá até 31 de dezembro do ano em que completar 45 anos. - § 1º Em tempo de guerra, esse período poderá ser ampliado, de acôrdo com os interesses da defesa nacional. | ” |

A falta de comprovação da quitação das obrigações militares implica numa série de restrição de direitos previstos no artigo 74 da Lei nº 4.375, de 17 de agosto de 1964:
| “ | Nenhum brasileiro, entre 1º de janeiro do ano em que completar dezoito e 31 de dezembro do ano em que completar 45 anos de idade, poderá, sem fazer prova de que está em dia com as suas obrigações militares: - a) obter passaporte ou prorrogação de sua validade; - b) ingressar como funcionário, empregado ou associado em instituição, empresa ou associação oficial ou oficializada ou subvencionada ou cuja existência ou funcionamento dependa de autorização ou reconhecimento do Governo Federal, Estadual, dos Territórios ou Municipal; - c) assinar contrato com o Governo Federal, Estadual, dos Territórios ou Municipal; - d) prestar exame ou matricular-se em qualquer estabelecimento de ensino; - e) obter carteira profissional, matrícula ou inscrição para o exercício de qualquer função e licença de indústria e profissão; - f) inscrever-se em concurso para provimento de cargo público; - g) exercer, a qualquer título, sem distinção de categoria, ou forma de pagamento, qualquer função ou cargo público: - I - estipendiado pelos cofres públicos federais, estaduais ou municipais; - II - de entidades paraestatais e das subvencionadas ou mantidas pelo poder público; - h) receber qualquer prêmio ou favor do Governo Federal, Estadual, dos Territórios ou Municipal; | ” |

Os documentos que comprovam a quitação da obrigação militar estão disciplinados no artigo 75 da mesma lei, a saber:
| “ | Constituem prova de estar o brasileiro em dia com as suas obrigações militares: - a) o Certificado de Alistamento, nos limites da sua validade; - b) o Certificado de Reservista; - c) o Certificado de Isenção; - d) o Certificado de Dispensa de Incorporação. - § 1º Outros documentos comprobatórios da situação militar do brasileiro, poderão ser estabelecidos na regulamentação desta lei. | ” |

Há uma disciplina específica no caso de o cidadão ser habilitado em algumas das profissões abaixo. Esse regramento foi disciplinado pela Lei nº 12 336, de 2010, que incluiu o parágrafo terceiro ao artigo 75 da Lei nº 4 375, de 17 de agosto de 1964:
| “ | Para os concluintes de curso de ensino superior de Medicina, Farmácia, Odontologia e Veterinária, o Certificado de Dispensa de Incorporação de que trata a alínea 'd' do caput deste artigo deverá ser revalidado pela região militar respectiva, ratificando a dispensa, ou recolhido, no caso de incorporação, a depender da necessidade das Forças Armadas, nos termos da legislação em vigor. | ” |

Segundo o artigo 143, § 1º, da Constituição brasileira de 1988, há dispensa para os convocados que, após alistados, alegarem serem objetores de consciência, entendendo-se como tal os decorrentes de crença religiosa e de convicção filosófica ou política. Nesse caso, deverá redigir, de próprio punho, uma declaração de imperativo de consciência no qual se presta ao serviço alternativo. Como este serviço, geralmente, não está disponível por conta do alto custo financeiro para poucos indivíduos solicitantes, o convocado é dispensado e recebe o Certificado de Dispensa do Serviço Alternativo (CDSA). Ainda, pelo artigo 143, § 2º, mulheres e eclesiásticos são dispensados do serviço militar em tempos de paz.

#### Portugal
O serviço militar obrigatório masculino e qualquer outra forma de conscrição terminaram a 19 de novembro de 2004. No entanto, não sendo considerada de conscrição pela sua curta duração de apenas um dia, continua a existir uma obrigação militar para todos os jovens de ambos os sexos, instituída pelo então ministro da Defesa, Paulo Portas em 2004. Tal chama-se Dia da Defesa Nacional e consiste no acompanhamento durante um dia do trabalho das Forças Armadas e na realização de diversas atividades do foro militar por esses mesmos jovens, para interiorizarem o papel do Exército na manutenção da Soberania Nacional e da Defesa.
O não cumprimento dessa obrigação pode levar:
- Ao pagamento de uma multa que pode oscilar entre os 249,40 euros e os 1247 euros;
- À inibição do exercício de atividades profissionais de cariz público;
- Ao cumprimento do Dia da Defesa Nacional num novo prazo.

Apesar da aparente inocuidade desse dia, em 2011, uma rapariga de 17 anos morreu de uma queda, quando fazia slide de uma torre, por rompimento do cabo, durante um exercício facultativo, realizado no Quartel da Serra do Pilar, em Vila Nova de Gaia.

### Outros países

#### Alemanha
Entre 1956 e 2011, o serviço militar era obrigatório para todos os cidadãos do sexo masculino nas forças armadas alemãs (Bundeswehr), bem como para a Guarda de Fronteira Federal (Bundesgrenzschutz) na década de 1970. Com o fim da Guerra Fria e a reunificação alemã, o governo alemão reduziu drasticamente o tamanho de suas forças armadas. A baixa demanda por recrutas levou à suspensão do alistamento obrigatório em 2011. Desde então, apenas profissionais voluntários atuam na Bundeswehr.[carece de fontes?]

#### Argentina
A Argentina teve serviço militar obrigatório a partir de 1905. Foi abolido em 1995, no entanto, os que já estavam no serviço ativo à época tiveram que terminar seu tempo de serviço. A abolição do alistamento militar obrigatório na Argentina ocorreu como resultado da desconfiança política e social das Forças Armadas na Argentina, além de cortes no orçamento que forçaram as Forças Armadas a recrutar menos soldados conscritos a cada ano, a Guerra das Malvinas em 1982, na qual ocorreram casos de tortura por oficiais, além de fome e péssimas condições dos recrutas nos campos de batalha e uma série de escândalos de brutalidade que vieram à tona com o assassinato do soldado Omar Carrasco dentro de uma base do Exército Argentino em 1994. Apesar do recrutamento militar obrigatório ter sido abolido na Argentina; a Lei do Serviço Militar Obrigatório, promulgada em 5 de janeiro de 1995, ainda pode ser aplicada em tempos de guerra, crise ou emergência nacional.[carece de fontes?]
A conscrição era conhecida na Argentina como la colimba. A palavra colimba vem das sílabas iniciais dos verbos em espanhol correr (correr), limpiar (limpar) e barrer (varrer), pois os recrutas argentinos não possuíam treinamento profissional e eram destinados para as tarefas domésticas. Os próprios recrutas argentinos eram conhecidos e referidos como "colimbas".[carece de fontes?]

#### Austrália
A Austrália aboliu o serviço militar obrigatório em 5 de dezembro de 1972, durante o governo do primeiro-ministro trabalhista Gough Whitlam, pouco tempo depois que o país da Oceania começou a retirar suas tropas da Guerra do Vietnã. Desde essa data, as Forças Armadas da Austrália passaram a ser compostas por profissionais e voluntários. No entanto, o serviço militar obrigatório pode ser reativado em tempos de guerra quando autorizado pelo governador-geral e aprovado dentro de 90 dias por ambas as casas do parlamento australiano, conforme descrito na Parte IV da Lei de Defesa de 1903 (Defence Act 1903).

#### Áustria
Todos os cidadãos da Áustria até os 35 anos de idade podem ser convocados para um treinamento militar básico de seis meses nas Forças Armadas da Áustria. Para os homens que se recusam a receber esse treinamento, é obrigatório um serviço comunitário obrigatório (em alemão: Zivildienst) por nove meses.[carece de fontes?]

#### Bélgica
A Bélgica aboliu a convocação para o serviço militar em 1994. Os últimos recrutas deixaram o serviço ativo em fevereiro de 1995. Até hoje, uma forte minoria de cidadãos belgas (especialmente em Flandres) apoia a ideia de reintroduzir o recrutamento militar, tanto para homens quanto para mulheres.[carece de fontes?]

#### Canadá
No Canadá, nunca foi adotado um alistamento militar obrigatório em tempos de paz. As duas únicas ocasiões em que foram recrutados militares conscritos foi entre 1917-1918 (durante a Primeira Guerra Mundial) e entre 1944-1945 (durante a Segunda Guerra Mundial). Nessas duas vezes, o recrutamento militar obrigatório foi uma questão muito controversa, especialmente na província do Quebec.

#### Chile
O Chile foi um dos primeiros países na América Latina a introduzir a conscrição por meio da Lei de Recrutamento e Substituição de 1900. Hoje, é regulamentado pela Lei 2 306 de 1978, com alterações feitas pela Lei 20 045 de 2005, onde foi implementada uma estratégia que enfatiza o caráter voluntário do serviço militar, mas não diminui a obrigatoriedade, fazendo com que o Chile possua uma forma fraca de conscrição. A princípio, estipula-se que o serviço militar é puramente voluntário, porém, se a cota de soldados conscritos das Forças Armadas do Chile não for cumprida, o recrutamento militar passa a ser obrigatório e não-voluntários são conscritos por meio de uma loteria. A Direção-Geral de Mobilização Nacional (Dirección General de Movilización Nacional, ou DGMN) é responsável pelo recrutamento de voluntários e recrutas.
No Chile, todos os homens chilenos entre 17 e 24 anos são elegíveis para o serviço militar, que tem a duração máxima de dois anos e pode ser prestado principalmente no Exército, ou — em menor grau — na Armada ou na Força Aérea. Mulheres entre 18 e 24 anos também podem ser voluntárias, mas apenas no Exército e por no máximo 1 ano, além de ter concluído no mínimo três anos de ensino médio, serem solteiras, não ter filhos e estar com boa saúde. O Serviço de Registro e Identificação Civil do Chile realiza levantamentos anuais dos maiores de idade e, por meio dele, é realizado o processo aleatório com cadastro automático dos potencialmente disponíveis. Em abril de cada ano, é determinada a base de alistamento e no mês de outubro são convocados não voluntários. O serviço militar obrigatório pode ser adiado por até doze anos caso o jovem esteja cursando um curso superior, o quarto ano do ensino médio ou possua bolsa de estudos ou comprovante de residência no exterior, e por aqueles que tenham sido condenados a menos de três anos e um dia por algum crime. Na mesma linha, se uma pessoa tem uma deficiência física ou mental temporária, o recrutamento pode ser adiado.
A evasão do recrutamento implica, segundo os artigos 72 e 73 da lei, a pena de desqualificação temporária de cargos públicos. Além disso, as pessoas classificadas como disponíveis para o recrutamento obrigatório e que não comparecerem à convocação podem ser punidas com multas de quatro a oito unidades tributárias mensais.

#### Colômbia
O artigo 216 da Constituição da Colômbia prevê o serviço militar obrigatório, afirmando: “Todos os cidadãos colombianos são obrigados a pegar em armas quando houver necessidade pública para defender a independência nacional e as instituições públicas. A lei determinará as condições que sempre qualificam um indivíduo para a isenção do serviço militar e os benefícios do serviço neles." O serviço militar obrigatório é regulado pela Lei n.º 48 e pelo Decreto Presidencial n.º 2.048, ambos aprovados em 1993.
A Colômbia mantém um exército grande e bem financiado, muitas vezes focado na contrainsurgência. A Colômbia emprega conscrição obrigatória para todos os homens adultos entre 18 e 50 anos. O serviço militar possui duração de 12 meses e é realizado no Exército, Marinha, Força Aérea, Polícia Nacional ou no Instituto Nacional Penitenciário e Carcerário.
O serviço militar na Colômbia é isento aos seguintes grupos de pessoas.
- A todos aqueles que sofrem de limitações físicas ou sensoriais permanentes.
- Aos povos indígenas que se comportam como tais, ou seja, que residem em seus territórios de origem, preservando a integridade cultural, social e econômica que caracteriza essas etnias.
- Vítimas de conflito armado
- Objetores de consciência
- Homens nascidos que à época de completar 18 anos mudaram de gênero no registro civil
- Irmãos ou filhos daqueles que morreram em combate ou que adquiriram deficiência absoluta e permanente em atos de serviço ou em consequência dela durante a prestação do serviço militar obrigatório.
- Colombianos que estavam sob os cuidados do ICBF quando completaram 18 anos
- Aqueles que são filhos únicos e não têm mais irmãos (homens e mulheres).
- Homens casados ou que possuem filhos
- Não qualificados relativos e permanentes.
- Órfãos de pais, que têm que apoiar irmãos mais novos ou não qualificados para se ajudarem.
- Como ato de reconhecimento e solidariedade aos filhos de oficiais, sargentos, agentes e civis da força pública que ofereceram suas vidas em combate ou que perderam toda a capacidade trabalhista ou morreram em atos relacionados à atividade militar ou policial.

A Lei nº 48 de 1993 prevê a possibilidade de adiamento no caso de:
- ter um irmão que está atualmente prestando serviço militar
- ter sido detido pelas autoridades civis no período de recrutamento
- ter sido temporariamente incapacitado
- ter sido admitido, ou já estar estudando, em estabelecimentos reconhecidos pelas autoridades eclesiásticas, como centros de preparação para a vida religiosa ou carreira clerical,
- estar matriculado em escola de formação de oficiais
- estar matriculado no último ano do ensino médio, cuja perda os impediria de terminar o curso

Apesar da existência do recrutamento militar obrigatório, a evasão ao recrutamento é muito comum no país latino-americano. De acordo com a Public Radio International, dois tipos de evasão ao recrutamento são comuns na Colômbia; um prevalece entre os relativamente ricos e outro entre os pobres. Os jovens das classes média a alta "geralmente" fogem do recrutamento colombiano. Eles fazem isso obtendo adiamentos por razões médicas ou para a faculdade, ou pagando suborno por uma "carteira de identidade militar" certificando que serviram — uma carteira que é frequentemente solicitada por empregadores em potencial.
Já os jovens mais pobres às vezes simplesmente evitam aparecer para a convocação para o alistamento e tentam trabalhar sem uma carteira de identidade militar. Além de enfrentar perspectivas limitadas de emprego, esses homens estão vulneráveis a serem levados à força ao serviço militar por meio de varreduras periódicas do exército em bairros pobres. Apesar dessas varreduras serem proibidas por uma ordem da Corte Suprema da Colômbia, tem sido relatado que elas continuam comuns no país.

#### Dinamarca

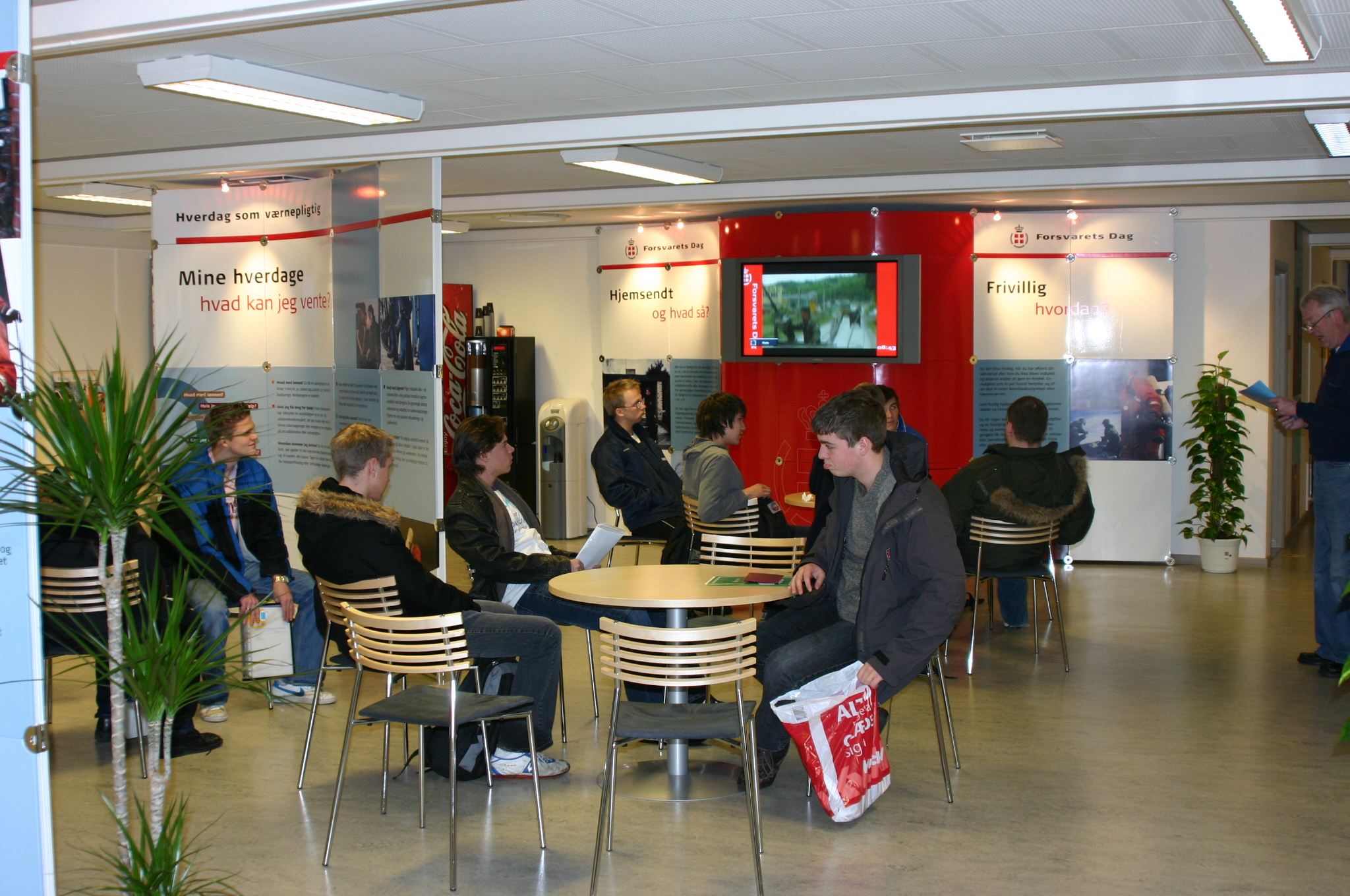
Interior de uma junta de serviço militar em Herning, na Dinamarca.

O serviço militar é conhecido na Dinamarca desde a Era Viking, onde um em cada dez homens tinha que servir ao rei. Frederico IV da Dinamarca mudou a lei em 1710 para cada quarto homem. Os homens eram escolhidos pelo proprietário da terra e isso era visto como uma penalidade.[carece de fontes?]
Desde 12 de fevereiro de 1849, todo homem fisicamente apto deve prestar o serviço militar obrigatório. De acordo com o §81 da Constituição da Dinamarca, promulgada em 1849:
Todo homem capaz de portar armas será responsável perante si por contribuir para a defesa de seu país, de acordo com as regras estabelecidas pelo Estatuto.
A legislação sobre o serviço militar obrigatório é articulada na Lei de Conscrição da Dinamarca. O serviço nacional leva de 4 a 12 meses. É possível adiar o dever quando alguém ainda está em educação em tempo integral. Todos os homens que completem 18 anos serão recrutados para o "Dia da Defesa" (dinamarquês: Forsvarets Dag), onde serão apresentados aos militares dinamarqueses e sua saúde será testada. Pessoas fisicamente incapazes não são obrigadas a prestar o serviço militar. É apenas obrigatório para os homens, enquanto as mulheres são livres para escolher se juntar ao exército dinamarquês. Quase todos os homens foram voluntários nos últimos anos, 96,9% do total de recrutas foram voluntários em 2015.
É garantido o direito à objeção de consciência na Dinamarca, onde nesse caso, é permitido o serviço civil alternativo. A objeção total (recusa de serviço civil alternativo) resulta em até 4 meses de prisão, de acordo com a lei. No entanto, em 2014, um dinamarquês, que se inscreveu no serviço militar e se opôs posteriormente, teve apenas 14 dias de prisão domiciliar. Em muitos países, o ato de deserção (objeção após a inscrição) é mais punido do que objetar o serviço obrigatório.[carece de fontes?]

#### Estados Unidos

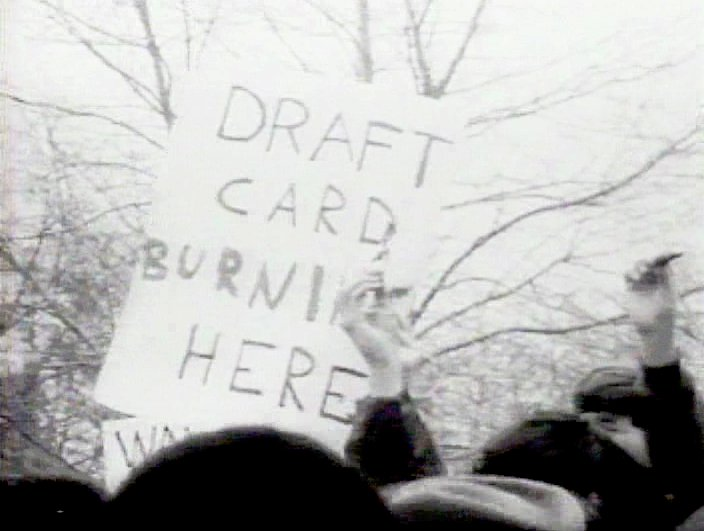
Jovens queimam publicamente seus cartões de alistamento durante um protesto contra o envolvimento estadunidense na Guerra do Vietnã, no Central Park, em Nova York, nos Estados Unidos, em 1967. Os Estados Unidos adotaram a obrigatoriedade do serviço militar até 1973.

Nos Estados Unidos, o serviço militar obrigatório foi abolido em 1973, pouco antes do fim da impopular Guerra do Vietnã. No entanto, os homens com idade entre 18 e 25 anos são obrigados a se registrar no Selective Service System (Sistema de Serviços Seletivos) para permitir a reintrodução do serviço militar obrigatório, se necessário. O então presidente Gerald Ford suspendeu o registro preliminar obrigatório em 1975; mas Jimmy Carter restabeleceu essa exigência quando a União Soviética interveio no Afeganistão em 1979. Consequentemente, o registro ainda é exigido de quase todos os homens jovens.
Em 2006, o governo de George W. Bush, de forma a suprir a falta de tropas na Guerra do Iraque, propôs reintroduzir a medida, mas o Congresso, nas mãos da oposição, rejeitou a proposta.

#### Finlândia

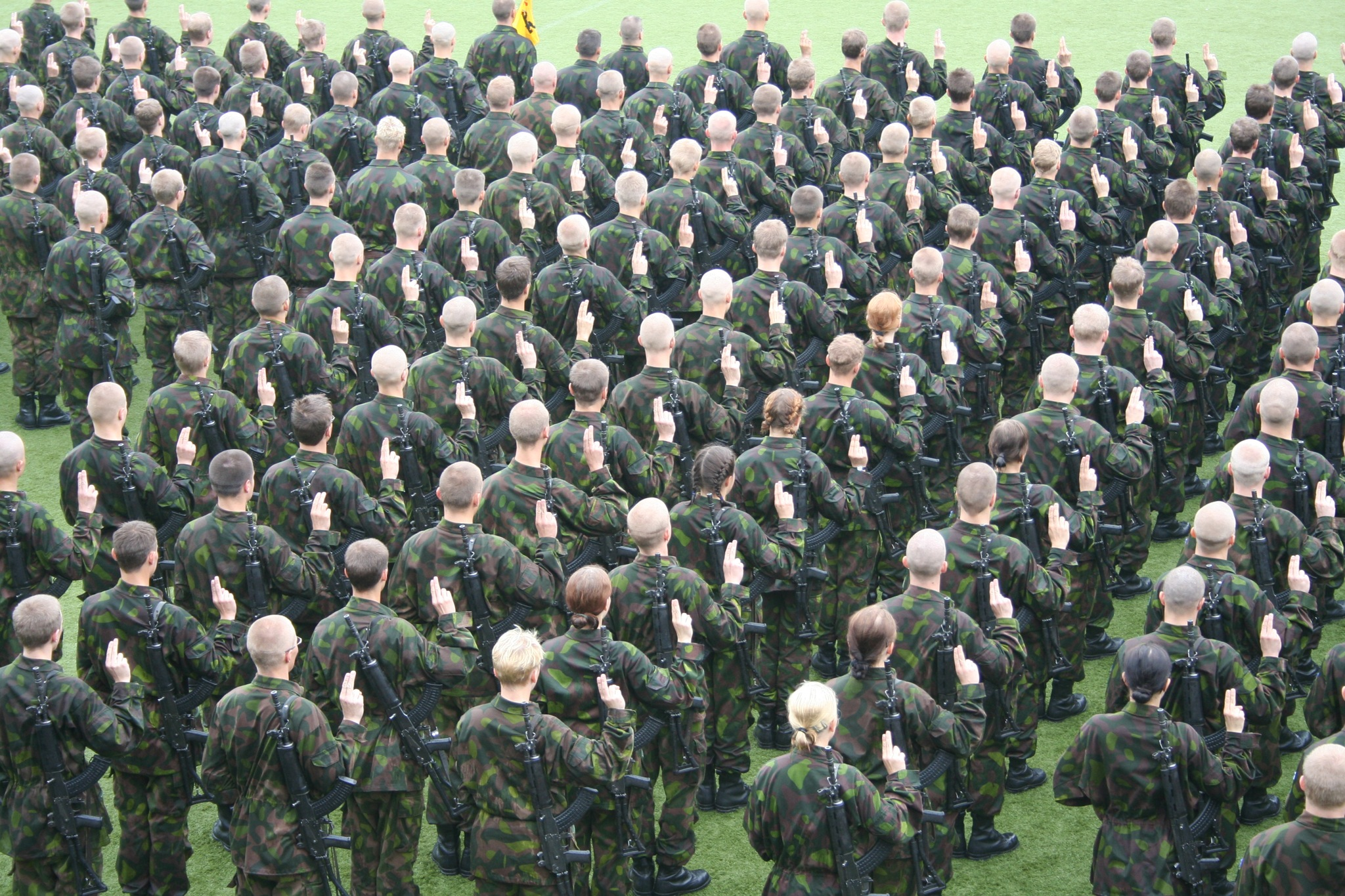
Recrutas das Forças Armadas da Finlândia prestando seu juramento ao final do período de treinamento básico.

A conscrição na Finlândia faz parte do serviço nacional obrigatório para todos os homens adultos (finlandês: maanpuolustusvelvollisuus; sueco: totalförsvarsplikt) definido no parágrafo 127 da Constituição da Finlândia.
A conscrição pode assumir a forma de serviço militar ou civil. De acordo com dados de 2011 das Forças de Defesa Finlandesas, pouco menos de 80% dos homens finlandeses que completaram 30 anos entraram e terminaram o serviço militar. O número de mulheres voluntárias para entrar anualmente no serviço armado estabilizou-se em aproximadamente 300. O período de serviço é de 165, 255 ou 347 dias para os recrutas de base e 347 dias para conscritos treinados como cabos, sargentos ou oficiais de reserva. A duração do serviço civil é sempre de doze meses. Aqueles que escolhem servir desarmados em tarefas onde o serviço desarmado é possível, servem nove ou doze meses, dependendo do seu treinamento.
Qualquer cidadão finlandês que se recusa a prestar serviços militares e civis enfrenta uma pena de 173 dias de prisão, menos qualquer dia servido. Essas sentenças geralmente são cumpridas integralmente na prisão, sem liberdade condicional. As Testemunhas de Jeová estão isentas na medida em que podem receber um adiamento do serviço por três anos mediante a apresentação de um certificado do ministro de sua congregação mostrando que são um membro ativo dessa comunidade religiosa. Contanto que eles ainda sejam membros ativos três anos depois, não há nada que os impeça de obter mais um certificado e adiamento. Os habitantes das desmilitarizadas Ilhas Åland estão isentos do serviço militar. Pela Lei de Conscrição de 1951, eles são, no entanto, obrigados a servir um tempo em uma instituição local, como a guarda costeira, por exemplo. No entanto, até que esse serviço seja organizado, eles são liberados da obrigação de serviço. O serviço não-militar das Ilhas Åland não foi organizado desde a introdução dessa lei, e não há ainda planos para instituí-lo. Os habitantes das ilhas Åland também podem ser voluntários para o serviço militar no continente. A partir de 1995, as mulheres podem servir voluntariamente e seguir carreiras no serviço militar após o seu serviço militar voluntário inicial.[carece de fontes?]
O serviço militar ocorre nas Forças de Defesa Finlandesas ou na Guarda Fronteira da Finlândia. Todos os ramos das Forças de Defesa Finlandesas treinam os recrutas. No entanto, a Guarda de Fronteira treina recrutas apenas em unidades terrestres, não em destacamentos de guarda costeira ou na Ala Aérea da Guarda de Fronteira. O serviço civil pode ser realizado no Centro de Serviços Civis em Lapinjärvi (na região de Uusimaa) ou em uma organização sem fins lucrativos de natureza educativa, social ou médica.[carece de fontes?]

#### Grécia
Desde 1914, tem existido na Grécia um período de serviço militar obrigatório de 9 meses para homens com idades entre 16 e 45 anos. Os cidadãos dispensados do serviço ativo são normalmente colocados na reserva e estão sujeitos a convocações periódicas de 1 a 10 dias em intervalos irregulares.
O alistamento universal foi introduzido na Grécia durante as reformas militares de 1909, embora várias formas de alistamento seletivo já existissem antes. Nos anos mais recentes, o recrutamento foi associado ao estado de mobilização geral declarado em 20 de julho de 1974 devido à crise em Chipre (a mobilização foi encerrada formalmente em 18 de dezembro de 2002).
O período de tempo que um recruta é obrigado a servir variou historicamente, entre 12-36 meses, dependendo de vários fatores específicos do recruta e da situação política. Embora as mulheres sejam empregadas pelo exército grego como oficiais e suboficiais, elas não são obrigadas a se alistar, como os homens. Os soldados não recebem seguro saúde, mas recebem assistência médica durante o serviço militar, incluindo custos de hospitalização.
Desde 2009, a Grécia possui serviço militar obrigatório de 9 meses para os cidadãos do sexo masculino com idades entre 19 e 45. No entanto, como as Forças Armadas se encaminhavam para um exército totalmente profissional, o governo anunciou que o período de serviço militar obrigatório seria cortado a 6 meses em 2008 ou até mesmo abolido completamente. No entanto, esse cronograma estava sendo reconsiderado em abril de 2006, devido à severa escassez de mão de obra. Isso foi causado por uma combinação de dificuldades financeiras, o que significa que os soldados profissionais não puderam ser contratados na taxa projetada, e abuso generalizado do processo de adiamento, resultando em dois terços dos recrutas adiaram o serviço em 2005. Em agosto de 2009, o período de serviço obrigatório foi reduzido para 9 meses para o Exército, mas permaneceu em 12 meses para a Marinha e a Força Aérea. O número de recrutas incorporados aos dois últimos foi bastante reduzido, com vistas à plena profissionalização. No final de 2020, o período de serviço obrigatório foi aumentado para 12 meses para o exército e permaneceu em 12 meses para a marinha e a força aérea devido ao aumento das tensões com a Turquia no mar Egeu e ao aumento dos fluxos de migrantes e refugiados no rio Evros e nas ilhas do Dodecaneso.[carece de fontes?]

#### Israel

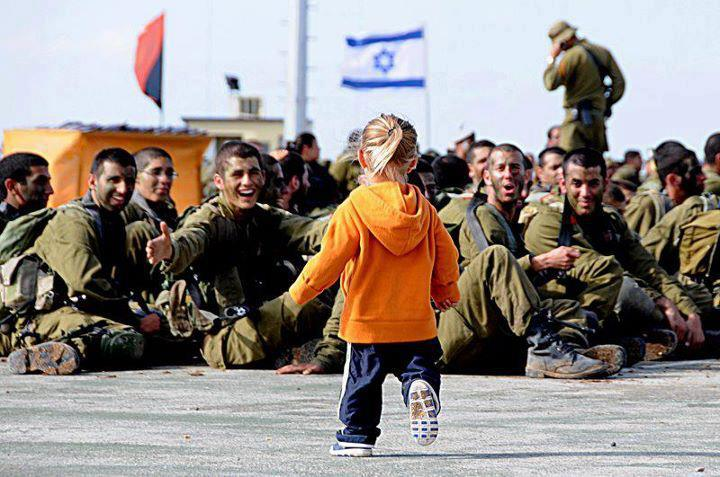
Conscritos do Corpo de Engenharia de Combate são saudados por uma garotinha jubilosa após completar sua marcha forçada por suas boinas cinza.

O alistamento obrigatório existe em Israel para todos os cidadãos israelenses com mais de 18 anos que são judeus (ambos os sexos) ou drusos e circassianos (apenas homens); Os cidadãos árabes de Israel não são recrutados. Os árabes israelenses podem se alistar se quiserem, mas não são obrigados por lei. Outras exceções são feitas por motivos religiosos, físicos ou psicológicos. Em 2020, a duração normal do serviço obrigatório era de dois anos e seis meses para os homens (com algumas funções exigindo quatro meses adicionais de serviço) e dois anos para as mulheres (com algumas funções exigindo oito meses adicionais de serviço).
Os isentos do serviço obrigatório incluem:
- Árabes cristãos e árabes muçulmanos;
- Residentes permanentes (não civis), como os drusos das colinas de Golã;
- Judeus ultraortodoxos podem solicitar adiamento para estudar na Yeshivá e o adiamento tende a se tornar uma isenção, embora alguns optem por servir nas forças armadas;
- Mulheres judias religiosas, se elas puderem declarar que são incapazes de servir devido a motivos religiosos. Muitas delas optam por se voluntariar no serviço nacional Sherut Leumi.

No entanto, os isentos podem optar por se alistar voluntariamente nas Forças de Defesa de Israel.
Os cidadãos drusos e circassianos israelenses são sujeitos ao serviço militar obrigatório, por acordo com seus líderes comunitários (mulheres drusas e circassianas estão isentas de serviço).
Alguns cidadãos israelenses beduínos do sexo masculino optam por se alistar no exército israelense (apesar de sua origem árabe-muçulmana que os isenta do alistamento).[carece de fontes?]

#### Itália
Na Itália, o serviço militar obrigatório foi abolido em 1 de janeiro de 2006 e substituído por um serviço militar voluntário.

#### Lituânia
A Lituânia aboliu o recrutamento militar obrigatório em 2008. Em maio de 2015, o parlamento lituano votou pela reintrodução do recrutamento militar obrigatório e os recrutas começaram o treinamento em agosto de 2015. De 2015 a 2017, houve voluntários suficientes para evitar o recrutamento de civis.

#### Luxemburgo
Luxemburgo teve recrutamento militar obrigatório de 1948 a 1967.[carece de fontes?]

#### Noruega
Desde março de 2016, a Noruega atualmente emprega uma forma fraca de serviço militar obrigatório para homens e mulheres. Na prática, os recrutas não são forçados a servir, mas somente aqueles que são motivados são selecionados. Cerca de 60 mil noruegueses estão disponíveis para o serviço militar obrigatório todos os anos, mas apenas 8 mil a 10 mil são recrutados. Desde 1985, as mulheres têm conseguido se alistar para o serviço voluntário como recrutas regulares. Em 14 de junho de 2013, o Parlamento da Noruega votou pela extensão do recrutamento para mulheres, tornando a Noruega o primeiro membro da OTAN e o primeiro país europeu a tornar o serviço nacional obrigatório para ambos os sexos. Em épocas anteriores, pelo menos até o início dos anos 2000, todos os homens com idade entre 19 e 44 anos estavam sujeitos ao serviço militar obrigatório, com boas razões para não serem convocados. Há também o direito a objeção de consciência.
Além do serviço militar, o governo norueguês seleciona um total de 8 mil homens e mulheres entre 18 e 55 anos para o serviço de defesa civil (não confundir com o serviço civil alternativo). O serviço não-militar não exclui ninguém de ser posteriormente convocado para a Defesa Civil, mas aplica-se um limite máximo de 19 meses de serviço. Negligenciar as ordens de mobilização para exercícios de treinamento pode impor multas.

#### Nova Zelândia
A Nova Zelândia teve serviço militar obrigatório a partir de 1909. Foi abolido em 1972 e desde então, a Força de Defesa da Nova Zelândia passou a ser composta por profissionais e voluntários. Houve apelos esporádicos para a reintrodução da conscrição, especialmente como uma medida para reduzir a criminalidade juvenil, no entanto, nenhum partido político importante apoiou a proposta.[carece de fontes?]

#### Países Baixos
O recrutamento, que era chamado de "Dever de Serviço" (neerlandês: dienstplicht) nos Países Baixos, foi empregado pela primeira vez em 1810 pelas forças de ocupação francesas. O irmão de Napoleão, Luís Bonaparte, que foi rei da Holanda de 1806 a 1810, tentou introduzir o recrutamento obrigatório alguns anos antes, sem sucesso. Todos os homens com 20 anos ou mais tiveram que se alistar. Por meio de um sorteio decidia-se quem tinha que empreender o serviço no exército francês. Era possível arranjar um substituto contra pagamento.
Posteriormente, o recrutamento foi utilizado para todos os homens com idade acima de 18 anos. O adiamento era possível, devido ao estudo, por exemplo. Objetores de consciência poderiam realizar um serviço civil alternativo em vez do serviço militar. Por várias razões, este serviço militar forçado foi criticado no final do século XX. Desde o fim da Guerra Fria, a ameaça direta de uma guerra também acabou. Em vez disso, o exército holandês foi empregado em mais e mais operações de manutenção da paz. A complexidade e o perigo dessas missões tornaram o uso de conscritos polêmico. Além disso, o sistema de recrutamento foi considerado injusto, pois apenas homens foram recrutados.[carece de fontes?]
Na parte europeia dos Países Baixos, a frequência obrigatória foi oficialmente suspensa desde 1 de maio de 1997. Entre 1991 e 1996, as forças armadas holandesas eliminaram gradualmente seu pessoal conscrito e converteram-se em uma força profissional. As últimas tropas conscritas foram introduzidas em 1995 e desmobilizadas em 1996. A suspensão significa que os cidadãos não são mais obrigados a servir nas forças armadas, desde que isso não seja necessário para a segurança do país. Desde então, o exército holandês tornou-se uma força profissional. No entanto, até hoje, todos os cidadãos masculinos e femininos de 17 anos recebem uma carta na qual são informados de que foram registrados, mas não precisam se apresentar para o serviço.

#### Reino Unido

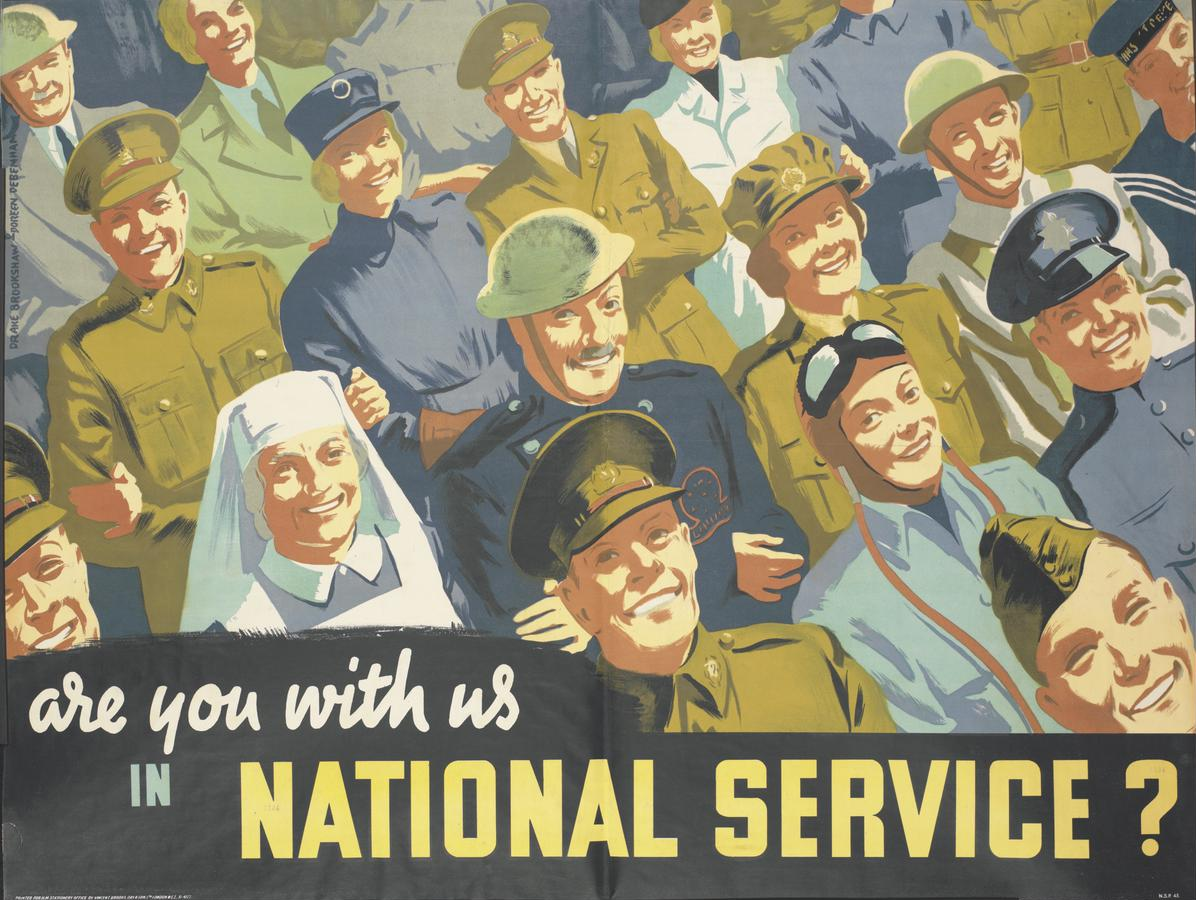
Um cartaz de propaganda britânico da época da Segunda Guerra Mundial, convocando recrutas para se juntarem às Forças Armadas do Reino Unido.

O Reino Unido introduziu o serviço militar obrigatório em tempo integral pela primeira vez em janeiro de 1916 (18 meses depois do início da Primeira Guerra Mundial) e a aboliu em 1920. A Irlanda, então parte do Reino Unido, foi isenta do serviço militar desde o início da obrigatoriedade do serviço militar e, embora uma lei em 1918 tenha dado poder para estender a conscrição obrigatória para a Irlanda, isso nunca foi posto em prática. A conscrição foi reintroduzida em 1939, antes da Segunda Guerra Mundial, e continuou em vigor até 1963. A Irlanda do Norte foi isenta durante todo o período.[carece de fontes?]
Ao todo, oito milhões de homens foram recrutados durante as duas Guerras Mundiais, bem como várias centenas de milhares de mulheres solteiras. A introdução do recrutamento obrigatório em maio de 1939, antes do início da guerra, ocorreu em parte devido à pressão dos franceses, que enfatizaram a necessidade de um grande exército britânico se opor aos alemães. Desde o início de 1942, mulheres solteiras de 19 a 30 anos foram recrutadas. A maioria foi enviada para as fábricas, mas elas puderam ser voluntárias para o Serviço Territorial Auxiliar e outros serviços para mulheres. No entanto, as mulheres que já estavam trabalhando em um emprego qualificado considerado útil para o esforço de guerra, como de telefonista do Correio Geral, por exemplo, foram instruídas a continuar trabalhando como antes. Nenhuma foi designada para papéis de combate, a menos que ela se oferecesse. Em 1943, as mulheres estavam sujeitas a algum tipo de trabalho direcionado até os 51 anos. Durante a Segunda Guerra Mundial, 1,4 milhão de britânicos se voluntariaram para o serviço e 3,2 milhões foram recrutados. Os recrutas compreendiam 50% da Força Aérea Real, 60% da Marinha Real e 80% do Exército Britânico.
O Reino Unido e as suas colônias não desenvolveram estados administrativos tão difundidos e, portanto, não optaram por soluções regulatórias, como o recrutamento militar, como uma confiabilidade. A abolição do serviço militar obrigatório no Reino Unido foi anunciada em 4 de abril de 1957, pelo novo primeiro-ministro Harold Macmillan, com os últimos conscritos se tornando recrutas três anos depois.

#### Suécia
A Suécia teve conscrição obrigatória (sueco: värnplikt) para homens entre 1901 e 2010. Nas últimas décadas, foi seletivo. Desde 1980, as mulheres têm permissão para se inscrever voluntariamente e, se passarem nos testes, fazem treinamento militar junto com recrutas masculinos. Desde 1989, as mulheres têm permissão para servir em todas as posições e unidades militares, incluindo o combate.
Em 2010, a conscrição se tornou neutra em questões de gênero, significando que tanto mulheres como homens passaram a ser recrutados em igualdade de condições. O sistema de recrutamento foi desativado simultaneamente em tempo de paz. Sete anos depois, referenciando o aumento da ameaça militar, o governo sueco reativou o recrutamento militar. Desde 2018, homens e mulheres passaram a serem recrutados.